# Kostel svatého Mikuláše (Luby)
Kostel svatého Mikuláše se nachází ve vsi Luby, která je součástí okresního města Klatovy a leží na jeho jižním cípu. Kostel sv. Mikuláše stojí v severní části Lubů v blízkosti hlavní silnice a je obklopen veřejně přístupným hřbitovem. Poprvé se o vsi Luby lze dočíst v roce 1316, kdy vznikl predikát Ctibora z Lub, jehož nositel byl zavražděn synem Dětlebem. Na východním okraji obce se dochovaly zbytky původní tvrze ze 14. století.

## Stavební fáze

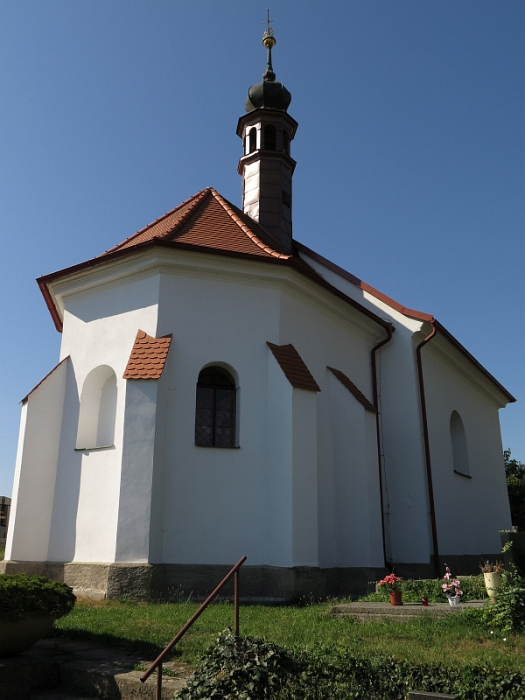
Pohled na kostel

Kostel vznikl v polovině 14. století. První písemná zmínka pochází z roku 1352 a již v této době sloužil jako farní kostel. Na konci 15. století došlo k rozšíření kostelní lodi směrem na jih, neboť byla zbořena stěna lodi a nová byla posunuta tak, že vznikl čtvercový půdorys. Při přestavbě byl po rozebrání zdi zachován a znovu vystavěn vstupní portál. Po tomto stavebním zásahu byl interiér kostela vyzdoben figurálními malbami. Roku 1756 proběhly na kostele barokní úpravy, mezi které patří přestavba oken, a to jak v kostelní lodi, tak i v presbytáři. K portálu na jižní straně byla přistavěna předsíň a byla vystavěna kruchta. Západní vstup do kostela byl vybudován v 1. polovině 20. století. V této době došlo také ke zboření barokní kruchty. Roku 1986 proběhla oprava kostelní fasády a střechy.
Je pravděpodobné, že již od svého vzniku byl kostel chráněn příkopem a valem. Do současnosti se dochovala část opevnění, kterou můžeme nalézt v jižní a západní části hřbitovní zdi. Zbytek obvodové zdi pochází z 20. století.

## Stavební podoba
Svatý Mikuláš je jednolodní kostel s nepravidelným pětibokým presbytářem a vnějšími opěrnými pilíři. Presbytář je zaklenut křížovou žebrovou klenbou s paprsčitým zakončením závěru. Plochostropá čtvercová kostelní loď je v severní ose pojena k presbytáři lomeným triumfálním obloukem. Po jižní straně lodi se dnes nachází komora, která měla dříve funkci předsíně. Obdélný vstupní portál se nachází na západním průčelí.